# خط طول 62° غرب
خط طول 62° غرب هو أحد خطوط الطول الجغرافية، والتي تمتد من القطب الشمالي الجغرافي إلى القطب الجنوبي الجغرافي، وحسب التحويل الزمني يتأخر خط طول 62° غرب عن خط غرينتش بـ4 ساعات و8 دقائق.

## من القطب إلى القطب
ينطلق خط طول 62° غرب من القطب الشمالي نحو القطب الجنوبي مرورا بالمناطق التي ترد في الجدول التالي:
| الإحداثيات                         | البلد أو الإقليم أو البحر | ملاحظات |
| ---------------------------------- | ------------------------- | --- |
| 90°0′N 62°0′W / 90.000°N 62.000°W  | المحيط المتجمد الشمالي    | |
| 83°24′N 62°0′W / 83.400°N 62.000°W | بحر لنكولن                | |
| 82°30′N 62°0′W / 82.500°N 62.000°W | كندا                      | نونافوت — جزيرة إليسمير |
| 82°5′N 62°0′W / 82.083°N 62.000°W  | مضيق ناريس                | |
| 81°8′N 62°0′W / 81.133°N 62.000°W  | جرينلاند                  | |
| 76°4′N 62°0′W / 76.067°N 62.000°W  | خليج بافن                 | |
| 70°0′N 62°0′W / 70.000°N 62.000°W  | مضيق دافيس                | |
| 67°3′N 62°0′W / 67.050°N 62.000°W  | كندا                      | نونافوت — بافن (جزيرة) |
| 66°17′N 62°0′W / 66.283°N 62.000°W | مضيق دافيس                | Exeter Sound |
| 66°2′N 62°0′W / 66.033°N 62.000°W  | كندا                      | نونافوت — بافن (جزيرة) |
| 66°1′N 62°0′W / 66.017°N 62.000°W  | مضيق دافيس                | مرورا بشرق Angijak Island, نونافوت, كندا (في 65°39′N 62°7′W / 65.650°N 62.117°W) |
| 60°0′N 62°0′W / 60.000°N 62.000°W  | المحيط الأطلسي            | بحر لبرادور |
| 57°55′N 62°0′W / 57.917°N 62.000°W | كندا                      | نيوفاوندلاند واللابرادور — لابرادور كيبك — من 52°0′N 62°0′W / 52.000°N 62.000°W |
| 50°12′N 62°0′W / 50.200°N 62.000°W | خليج سانت لورنس           | Jacques Cartier Strait |
| 49°22′N 62°0′W / 49.367°N 62.000°W | كندا                      | كيبك — جزيرة أنتيكوستي |
| 49°4′N 62°0′W / 49.067°N 62.000°W  | خليج سانت لورنس           | |
| 47°17′N 62°0′W / 47.283°N 62.000°W | كندا                      | كيبك — جزر الماجدلين |
| 47°13′N 62°0′W / 47.217°N 62.000°W | خليج سانت لورنس           | |
| 46°28′N 62°0′W / 46.467°N 62.000°W | كندا                      | جزيرة الأمير إدوارد — easternmost tip |
| 46°27′N 62°0′W / 46.450°N 62.000°W | خليج سانت لورنس           | Northumberland Strait |
| 45°52′N 62°0′W / 45.867°N 62.000°W | كندا                      | نوفا سكوشا |
| 44°59′N 62°0′W / 44.983°N 62.000°W | المحيط الأطلسي            | |
| 17°45′N 62°0′W / 17.750°N 62.000°W | البحر الكاريبي            | مرورا بغرب the جزيرة باربودا, أنتيغوا وباربودا (في 17°42′N 61°53′W / 17.700°N 61.883°W) · مرورا بغرب the جزيرة أنتيغوا, أنتيغوا وباربودا (في 17°6′N 61°54′W / 17.100°N 61.900°W) · مرورا بشرق the جزيرة مونتسرات (في 16°41′N 62°9′W / 16.683°N 62.150°W) · مرورا بغرب the جزيرة غوادلوب, غوادلوب, فرنسا (في 16°16′N 61°48′W / 16.267°N 61.800°W) · مرورا بغرب the جزيرة غرينادا (في 12°0′N 61°48′W / 12.000°N 61.800°W) |
| 10°43′N 62°0′W / 10.717°N 62.000°W | فنزويلا                   | Paria Peninsula |
| 10°39′N 62°0′W / 10.650°N 62.000°W | Gulf of Paria             | مرورا بغرب the جزيرة ترينيداد, ترينيداد وتوباغو (في 10°3′N 61°55′W / 10.050°N 61.917°W) |
| 9°56′N 62°0′W / 9.933°N 62.000°W   | فنزويلا                   | |
| 4°10′N 62°0′W / 4.167°N 62.000°W   | البرازيل                  | رورايما الأمازون (ولاية) — من 1°11′S 62°0′W / 1.183°S 62.000°W روندونيا — من 8°48′S 62°0′W / 8.800°S 62.000°W |
| 13°21′S 62°0′W / 13.350°S 62.000°W | بوليفيا                   | |
| 20°12′S 62°0′W / 20.200°S 62.000°W | باراغواي                  | |
| 23°0′S 62°0′W / 23.000°S 62.000°W  | الأرجنتين                 | Mainland, Isla Bermejo و Isla Trinidad |
| 39°10′S 62°0′W / 39.167°S 62.000°W | المحيط الأطلسي            | |
| 60°0′S 62°0′W / 60.000°S 62.000°W  | المحيط الجنوبي            | |
| 63°15′S 62°0′W / 63.250°S 62.000°W | جزر جنوب شيتلاند          | Low Island — المطالب الإقليمية بالقارة القطبية الجنوبية by الأرجنتين, تشيلي و المملكة المتحدة |
| 63°19′S 62°0′W / 63.317°S 62.000°W | المحيط الجنوبي            | |
| 64°0′S 62°0′W / 64.000°S 62.000°W  | القارة القطبية الجنوبية   | Liège Island — المطالب الإقليمية بالقارة القطبية الجنوبية by الأرجنتين, تشيلي و المملكة المتحدة |
| 64°4′S 62°0′W / 64.067°S 62.000°W  | المحيط الجنوبي            | |
| 64°41′S 62°0′W / 64.683°S 62.000°W | القارة القطبية الجنوبية   | المطالب الإقليمية بالقارة القطبية الجنوبية by الأرجنتين, تشيلي و المملكة المتحدة |